# Heinkel He 118
Die Heinkel He 118 war ein deutscher Sturzkampfbomber, der von den Ernst Heinkel Flugzeugwerken in den späten 1930er-Jahren entwickelt wurde.

## Geschichte
Die Maschine ging aus einem im April 1934 vom Technischen Amt im Reichsluftfahrtministerium, nach Anregung von Ernst Udet, ausgeschriebenen Konstruktionswettbewerb für ein schweres Sturzkampfflugzeug hervor. Am Vergleichsfliegen beteiligt waren neben der He 118 noch die Arado Ar 81 sowie die Junkers Ju 87, die die Ausschreibung gewann. Im Gegensatz zu ihren Konkurrenten besaß die He 118 bereits ein Einziehfahrwerk sowie eine aerodynamisch optimierte Form. Das Flugzeug war als freitragender Mitteldecker in Ganzmetall-Schalenbauweise ausgelegt. Die beiden Besatzungsmitglieder saßen hintereinander unter einer geschlossenen Schiebehaube. Der Erstflug der He 118 V1 mit der Werknummer 1293 erfolgte am 14. Februar 1936 durch Heinkels Chefeinflieger Gerhard Nitsche.
Der erste Prototyp erhielt mangels deutscher Alternative ein englisches Triebwerk Rolls-Royce Buzzard mit 800 PS. Der zweite Prototyp – die He 118 V2 – erhielt einen Daimler-Benz DB 600 C mit 880 PS und flog erstmals Ende April 1936. Mit diesem Flugzeug trat Einflieger Kurt Heinrich am 11. Juli 1936 beim Vergleichsfliegen an, konnte im Gegensatz zu allen anderen Flugzeugen aber keinen Sturzflug absolvieren, da die Sturzflugbremsen und das Leitwerk Probleme bereiteten. Dieser Umstand sowie hinzukommende Probleme mit der Verstellautomatik der Luftschraube verzögerten das Programm, während für die Ju 87 bereits der Serienbau vorbereitet wurde. Zudem hatte sich am 27. Juli 1936 Ernst Udet mit der V1 im Flug selbst ein Bild von den Flugeigenschaften verschaffen wollen, missachtete jedoch die Hinweise des Heinkel-Einfliegers Friedrich Ritz die Luftschraubenverstellung betreffend. Er überdrehte das Getriebe der Luftschraube, die daraufhin abriss. Anschließend löste sich das Leitwerk und Udet musste mit dem Fallschirm abspringen, das Flugzeug zerschellte am Boden. Der vierte Prototyp D–OMOL und zwei Vorserienflugzeuge erhielten testweise den Daimler-Benz-DB-601-A-Motor mit 1070 PS. Insgesamt existierten fünf Prototypen und, je nach Quelle, sieben bis acht Vorserienmuster. Die wenigen gebauten Flugzeuge dienten für Versuche, unter anderem wurde das von Pabst von Ohain entwickelte Strahltriebwerk unter dem Rumpf einer He 118 getestet, oder wurden an Flugschulen abgegeben. Mangels Ersatzteilen wurden sie bis 1944 außer Dienst gestellt.

## Verwendung
Die He 118 wurde für den Export nach Japan freigegeben. Die V5 (Werk-Nr. 1850, ohne Kennzeichen) wurde zerlegt und am 13. Februar 1937 nach Japan verschifft, im Marinefliegerarsenal Yokosuka wieder aufgerüstet und von mehreren Piloten geflogen. Die Typenbezeichnung war DXHe1. Eine weitere mit klappbaren Flügelenden folgte am 9. Oktober des Jahres. Die He 118 sollte bei Hitachi Seisakusho in Serie gefertigt werden, was aber nicht umgesetzt wurde. Im April 1938 stürzte die V5 während der Sturzerprobung ab. Ursache war ein Bruch des Holzleitwerks. Ende 1937 wurde eine weitere He 118 mit unbekannter Werknummer für die Heeresflieger versandt. Auch hier kam es zu keinem Serienbau. Dennoch dienten die Erfahrungen als Grundlage für die Konstruktion der Yokosuka D4Y.

## Technische Daten

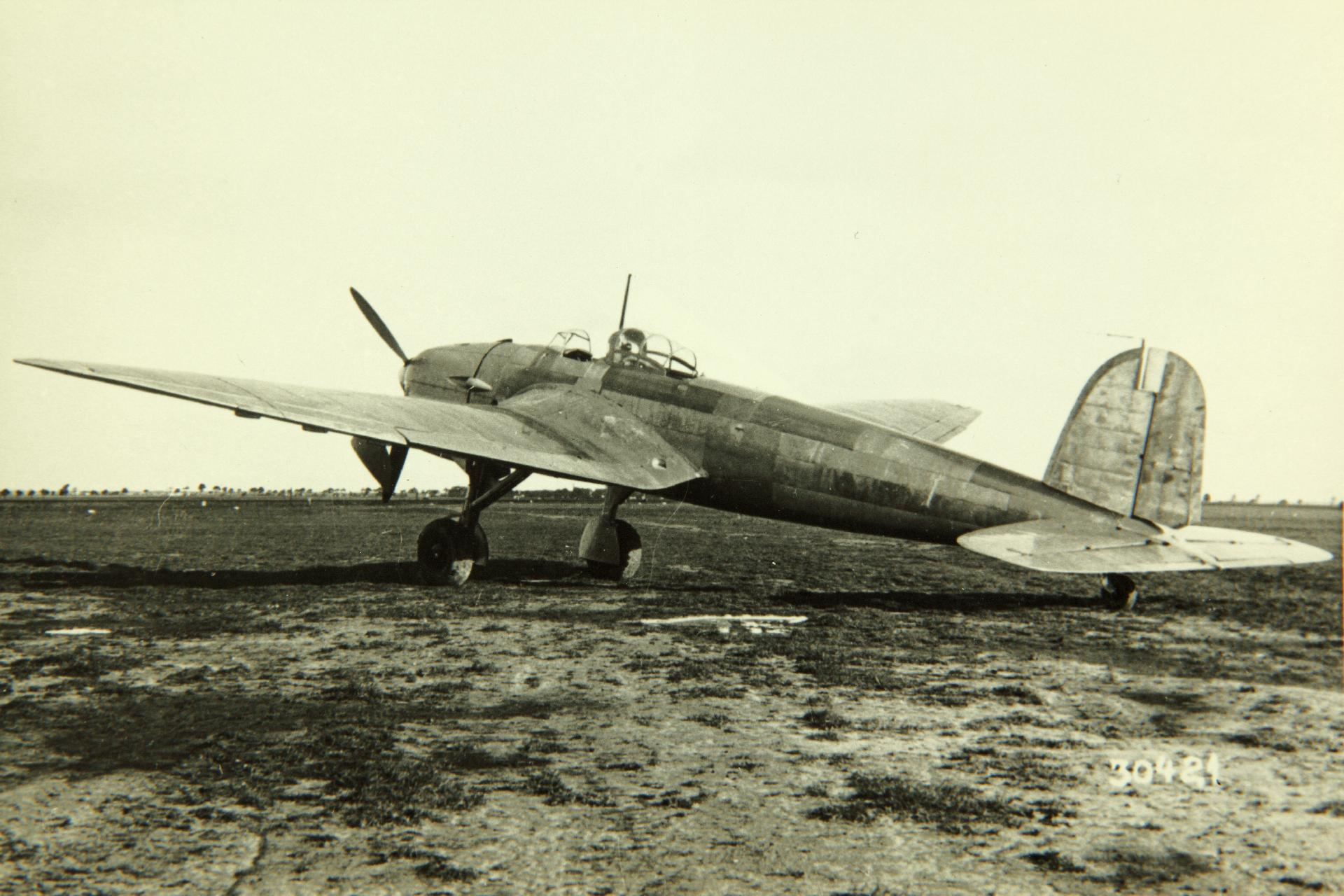
He 118 V1

| Kenngröße                 | Daten (He 118 V1) | Daten (He 118 A-0) |
| ------------------------- | --- | --- |
| Besatzung                 | 1 | 1 |
| Spannweite                | 15,00 m | 15,10 m |
| Länge                     | 11,80 m | 11,80 m |
| Höhe                      | 3,10 m | 4,20 m |
| Flügelfläche              | 56,2 m² | 37,70 m² |
| Flächenbelastung          | | 110 kg/m² |
| Leistungsbelastung        | | 4,84 kg/PS |
| Leermasse                 | 2450 kg | 2700 kg |
| Rüstmasse                 | | 2980 kg |
| Zuladung                  | | 1140 kg |
| Startmasse                | | 4120 kg |
| Triebwerk                 | ein Daimler-Benz DB 600 C, Getriebe 1,55:1, verstellbare VDM-Metalluftschraube                                                    | ein Daimler-Benz DB 600 C, Getriebe 1,55:1, verstellbare VDM-Metalluftschraube                                                    |
| Startleistung             | 850 PS (625 kW) bei 2350/min | 850 PS (625 kW) bei 2350/min |
| Nennleistung              | 750 PS (552 kW) bei 2400/min in Bodennähe 910 PS (669 kW) bei 2400/min in 4000 m Höhe                                             | 750 PS (552 kW) bei 2400/min in Bodennähe 910 PS (669 kW) bei 2400/min in 4000 m Höhe                                             |
| spez. Kraftstoffverbrauch | | 230 gr/PSh (227 l/h) |
| Brennstoff                | 475 kg (600 l) | 475 kg (600 l) |
| Höchstgeschwindigkeit     | 395 km/h | 322 km/h in Bodennähe 388 km/h in 4000 m Höhe 395 km/h in 6000 m Höhe                                                             |
| Marschgeschwindigkeit     | | 295 km/h in Bodennähe 335 km/h in 4000 m Höhe 268 km/h in 6000 m Höhe                                                             |
| Landegeschwindigkeit      | 115 km/h | 115 km/h |
| Steigleistung             | | 2,8 min auf 1000 m Höhe 6,1 min auf 2000 m Höhe 12,8 min auf 4000 m Höhe 20,5 min auf 6000 m Höhe                                 |
| Dienstgipfelhöhe          | 8500 m | 8800 m |
| Reichweite                | 1650 km | normal 1050 km maximal 1250 km |
| Startrollstrecke          | | 340 m |
| Startstrecke auf 15 m     | | 570 m |
| Landestrecke aus 15 m     | | 500 m |
| Bewaffnung                | zwei starre 7,9-mm-MG 17 in den Flächen, je 500 Schuss ein bewegliches 7,9-mm-MG 15 im Abwehrstand, 1050 Schuss eine 250-kg-Bombe | zwei starre 7,9-mm-MG 17 in den Flächen, je 500 Schuss ein bewegliches 7,9-mm-MG 15 im Abwehrstand, 1050 Schuss eine 250-kg-Bombe |